# 山田尚子
山田 尚子（やまだ なおこ、11月28日 - ）は、日本のアニメ演出家・監督、アニメーター。京都府生まれ。

## 来歴

### 生い立ち - 学生時代
幼少期は『ドラえもん』『クレヨンしんちゃん』『スタジオジブリ作品』を好んでよく観ていた。また、小学生の頃より絵を描くことが好きで、『ドラゴンボール』『機動警察パトレイバー』『ハイスクール!奇面組』などの絵を模写していた。
高校時代はテニス部と写真部に所属。京都造形芸術大学（のちの京都芸術大学）に進学後は特撮部に所属していた。学科での専攻は油絵だったが、3年次にて「キャンバスでは自分がやりたい表現は出来ない」と感じ、立体造型の製作に着手。皆が絵画に取り組む中、発泡プラスチックを削っていたという。

### 京都アニメーション入社
2004年、京都アニメーションにアニメーターとして入社。2005年『AIR』にて初原画。2007年『CLANNAD -クラナド-』第8話「黄昏に消える風」、第12話「かくされた世界」の演出補佐を経て、第17話「不在の空間」で演出デビューを果たす。
2009年、若手ながらテレビアニメ『けいおん!』の監督に抜擢される。この作品は、東京アニメアワードやアニメーション神戸で優秀作品賞を受賞したほか、数々の社会現象を巻き起こす大ヒットを収める。その後、2011年には『映画けいおん!』にて長編映画初監督を務め、深夜アニメの劇場版としては史上初となる、第35回日本アカデミー賞優秀アニメーション作品賞に輝く。また、全国130館公開規模であったが、興行収入では19億円を突破した。
2013年、テレビアニメ『たまこまーけっと』にてオリジナル初監督。翌2014年にはその続編となるオリジナル長編映画『たまこラブストーリー』の監督を手がけ、第18回文化庁メディア芸術祭アニメーション部門新人賞を受賞。受賞理由として、「新人賞ではあるが、現在の日本のアニメの到達点といえる。何気ない日常の中にみずみずしい感動を見つけるという視点はやはり独特。映像を注意深く見ると、その鋭敏な感性だけでなく、アニメーターとしての技量や演出者としての計算、そして強い意志に裏付けられていることがよくわかる。」との高い評価を受けた。
2015年には、テレビシリーズ『響け!ユーフォニアム』にてシリーズ演出を担当。また、同年10月、大今良時原作『聲の形』のアニメーション映画化に際し、監督を務めることが発表された。
2016年9月17日、長編映画監督3作目となる『映画 聲の形』が公開。本作は山田にとって初となる、テレビシリーズを挟まない映画となった。公開館数は120館と小規模ながら、累計動員177万人、興行収入は23億円を突破し、2016年度の日本映画全体の興収ベスト10入りを果たすなどの大ヒットを収めた。また、第40回日本アカデミー賞優秀アニメーション作品賞、第26回日本映画批評家大賞アニメーション部門作品賞、第20回文化庁メディア芸術祭アニメーション部門優秀賞などを受賞。またアヌシー国際アニメーション映画祭にて、長編コンペティション部門入選を果たした。
2018年4月21日、『響け! ユーフォニアム』の完全新作となるアニメーション映画『リズと青い鳥』が全国公開。第73回毎日映画コンクール大藤信郎賞を受賞した。

### サイエンスSARU
2019年に京都アニメーションを離れ、サイエンスSARUへ軸足を移す。2021年、テレビシリーズの監督としては9年ぶりとなる新作『平家物語』を発表。
2022年、キャラクター原案に水沢悦子、音楽にラブリーサマーちゃんを迎えた17分間の短編作品『Garden of Remembrance』を発表し、スコットランドでワールドプレミアを迎えた。制作は引き続きサイエンスSARUが行い、2023年に一般公開を予定する。
2024年、長編映画『きみの色』が公開された。吉田玲子脚本で感情の色が見える少女の青春物語として制作される。

## 作風・人物

サイン

作風の大きな特徴の一つに「繊細な心情描写」が挙げられる。登場人物の内面を台詞に伴うちょっとした表情やしぐさ、周囲の風景描写で語らせるような演出は、高い評価を得ている。

### 影響
小津安二郎、松本俊夫、セルゲイ・パラジャーノフ、ソフィア・コッポラ、アレハンドロ・ホドロフスキー、ルシール・アザリロヴィックの作品から影響を受けた。
また、吉田聡の『湘南爆走族』、藤子・F・不二雄の『ドラえもん』、泉昌之の『かっこいいスキヤキ』など漫画作品からの影響も公言している。
テレビで深夜に放送されていた映画を小さい頃からよく観ていて、その度に夜眠れないような体験をしていたといい、そこから「人の心を動かしたい一心で、映像づくりに携わった」と述べている。

### 制作姿勢
アニメーションの良さについては、「魂が宿る瞬間を見られること。パペット・アニメーションやクレイ・アニメーションも同じだが、アニメは一コマ一コマに何かしら人間が手を加えて、コマが流れたときにはじめて動いて見える。その技術そのものに感動させられる。作品を作るときも、そうした初心を忘れないようにしている。」と答えている。
作品を制作するにあたって必ず行う事の一つに、「何かポイントとなるコンセプトを組んでいくこと」を挙げている。また、そのインスピレーションについては「数学や物理に関する事柄が多い」とも述べている。『映画 聲の形』では将也と硝子の関係について、劇中でも登場した養老天命反転地の「極限で似るものの家」がポイントとなり、そこから数学用語で「イコールではないが、無限に同じものへ近づいて行くことを示す"極限値"」がコンセプトとして取り上げられた。
キャラクターとの距離感では、「絵空事のキャラクター」としてではなく、「ひとりの人間」として実存感をもって扱い、「この子は何を思っているのか、どんな景色がみえているのか。」といった目線で接することを大切にしている。演出においては、「どの場所に登場人物を立たせて、何ミリのレンズで、どの構図で撮れば、登場人物が魅力的に描けるのか。その積み重ね。アニメーションであれば、観る人の感情に的確に訴えるためのレイアウトや、色や空気感をしっかりとコントロールできる。」と答えている。
自身の監督作『けいおん!』や『たまこラブストーリー』等に見られる青春時代描写については、「その年代の子たちは、呼吸をしているとき、瞬きをしているとき、そのすべての瞬間が青春。当時は意識せずに生きてきたが、それは実に感動的なこと。それを撮りたいという思いで、それを意識して制作をした。」と説明している。
原作ものをアニメ化する際のスタンスは「原作ファンの人とずれてしまう」ことの怖さを語っており、「原作のファンは、自分だけの声や動きでキャラクターをイメージしている。それと、アニメが固定的に表現するイメージがずれる可能性が怖いと。では、どうしたか。『自分が一番のファンになろう。ファンの人よりファンになろう』という事を心掛けている。またユーザーの意見はあまり見ないようにしており、ユーザーに引っ張られるのではなく、こっちが引っぱっていくようにしたい」とも語っている。また『映画 聲の形』制作時のインタビューでは、「タイトルが持っている魅力をきちんとプロデュースすること」「作品への愛情と敬意を持った上で、一度全部を解体して一本の映画として再構築しないと映画を作ったとは言えない」「決意としては原作をお嫁にもらう覚悟に近かった。お嫁にもらう限りは絶対に不幸にはしないという覚悟を持って制作に臨んだ。」と答えている。
映像の設計図である絵コンテ作業については、「表現したい色や光、形といった明確なゴールが見えるまでコンテはなかなか描けない」と述べ、「シーンを行ったり来たりしながら少しずつ進めていく」「作品の幹とそれを取り巻く色々なテクスチャを組み上げていくような感覚」と説明している。また、「下描きはせずに一旦コンテ用紙にある程度描き、後に全体を見通し、カッターとテープを使用し切り貼りをして、主観と客観のバランスを保ってカットを組み上げていく」とも述べている。
「『色』とは『アトモスフィア（雰囲気）』」「下手に名前をつけて言葉にすると溢れてしまうような曖昧模糊とした感情や感覚を表せるものが色」「原色もあるし、中間色もある。いろいろなグラデーションが可能なので、意味を限定しないというところで自由自在に印象を伝えることができる」という考えを持っており、それらの考えを膨らませた結果、映画「きみの色」の構想が浮かんできたと述べている。
自身の作品について『人が見る』ということを大切にしている。「完全に自己表現として作品を作れる人を尊敬しているし、憧れもあるけれど、わたしは違うかもしれない」「いつも、作品ごとにボールを投げる相手というか個人を設定していますね。無意識に」と述べており、制作中も主観的な没頭も大切にする一方、「俯瞰的な視点」も大事にしている。
2024年のインタビューにおいて「自身が考えることが好きなこともあり、考える余白が好きな人やそれを理解してくれたり作れる人が好きだし、そういう人と一緒に仕事がしたいという気持ちがある」と述べている。

### エピソード
作品を制作する上での打ち合わせや、アフレコなどでの伝え方については、「あまり口頭での説明が得意ではない」とし、「口頭だと誤解が多いので、伝え方を試したりしている」「一つの言葉に絞ると意味が限定されてしまうので、どうしても感覚的だったり抽象的な言葉の表現に寄ることが多いかもしれない」「それでも、必ず考えているゴールにたどり着くように道を作ることはブレないようにしている」と語っている。そのような伝え方に対して、『たまこシリーズ』で音楽を担当したマニュアル・オブ・エラーズ・アーティスツの山口優からは、「ありがたかった。こちらが勝手に解釈する余地を与えてもらえるのは楽しい。」と振り返られている。
『映画 聲の形』で劇伴音楽を手掛けた牛尾憲輔からは、「コンセプトワークをしっかりやって、登場人物一人ひとりの感情の変化を一歩一歩さらっていく、そんな途方もない作業にほんと愚直に、全力で取り組むタイプの人でした。泥にまみれながらひとつひとつ作業していく姿にシンパシーを感じました。」と評されている。また、音楽の面では「アニメ業界の方では山田監督くらいですね、ベルリンのテクノレーベルの話ができたのは」ともコメントしている。
アニメーション監督の新海誠は『映画 聲の形』を激賞し、「上品で端正な演出は、真似したくてもとても真似られそうもない」と評している。
映画『たまこラブストーリー』の絵コンテ作業前には、山に籠り、滝修行をしていた。後に山田は、「山の中で毎日毎日、今まで聞いたこともなかったトカゲの鳴き声が聞こえて怖かった。でもいいところでした。」と振り返っている。

### 音楽
「他にあまり趣味がない」と語るほど、音楽に対し思い入れが強い。
幼少期は姉の影響でチェッカーズを聴き、また音楽好きの母の影響で、レコードに触れ、ガゼボを口ずさむような子どもだった。そのような環境から、自然と80’sやフュージョン系を聞きながら成長する。思春期に入ってからは4つ打ちやテクノを知り、電気グルーヴをよく聴いていた。大学進学後、レコード屋に通うようになり、ニュー・ウェイヴやUKパンクへの興味を持ち始めていた頃、映画『24アワー・パーティー・ピープル』が公開。そのレビューを石野卓球がしていたことをきっかけに、80年代から遡って、70年代の音楽にもより関心を広げる。
そのほかにも学生時代からTM NETWORK、工藤静香、松任谷由実が好きだっためよく聴いていたと話している。
楽器歴では、小さい頃はピアノを習っていた。高校時にはコピーバンドを、大学在学時にはギターとベースとドラムとKORG・Electribeの四人編成のバンドを組んでいた。また、音響専門誌『サウンド&レコーディング・マガジン』（リットーミュージック）の読者でもあった。
『たまこまーけっと』の劇中歌「恋の歌」では、作詞としてクレジットされている。音楽プロデューサー・中村伸一によると、「"詞じゃなくて構わないのでキーワードをください"というオーダーに対し、いただいた時点でほとんど詞になっていた」と述べている。

## 監督作品

### 長編映画
| 公開年 | 公開年  | 作品名               | 役職                                                                     |
| ------ | ------- | -------------------- | ------------------------------------------------------------------------ |
| 2011年 | 12月3日 | 映画けいおん!        | 監督 絵コンテ 演出                                                       |
| 2014年 | 4月26日 | たまこラブストーリー | 監督 絵コンテ 演出 OPテーマ「KOI NO UTA」作詞 EDテーマ「こいのうた」作詞 |
| 2016年 | 9月17日 | 映画 聲の形          | 監督 絵コンテ                                                            |
| 2018年 | 4月21日 | リズと青い鳥         | 監督 絵コンテ 演出 EDソング作詞                                          |
| 2024年 | 8月30日 | きみの色             | 監督 絵コンテ・演出 エンディングアニメーション 絵コンテ・演出 挿入歌作詞 |

### テレビアニメ
| 期間          | 期間          | 作品名           | 役職 |
| ------------- | ------------- | ---------------- | --- |
| 2009年4月2日  | 2009年6月25日 | けいおん!        | 監督 絵コンテ（1話・12話・13話） 演出（1話） 原画（12話） ED絵コンテ・演出・原画                                 |
| 2010年4月6日  | 2010年9月28日 | けいおん!!       | 監督 絵コンテ（1話・3話・24話） 演出（1話・24話） 前期ED絵コンテ・演出 後期OP絵コンテ・演出 後期ED絵コンテ・演出 |
| 2013年1月10日 | 2013年3月28日 | たまこまーけっと | 監督 絵コンテ（1話・2話・11話・12話） 演出（1話） OP絵コンテ・演出 ED絵コンテ・演出 劇中歌「恋の歌」作詞         |
| 2022年1月12日 | 2022年3月24日 | 平家物語         | 監督 絵コンテ（1話・4話・12話） 演出（1話・12話） OP絵コンテ・演出 ED絵コンテ・演出                              |

### ショートフィルム
| 公開年 | 作品名                                                              | 役職                    |
| ------ | ------------------------------------------------------------------- | ----------------------- |
| 2022年 | モダンラブ・東京〜さまざまな愛の形〜第7話「彼が奏でるふたりの調べ」 | 監督 絵コンテ           |
| 2023年 | Garden of Remembrance                                               | 監督 脚本 絵コンテ 演出 |

### 広告
- ネスレ：キットカット「きっかけは、キットカットで。」篇（2022年）
- ネスレ：キットカット「きっかけは、キットカットで。娘と母の心をつなぐきっかけ」篇（2022年）

## 参加作品

### テレビアニメ（参加作品）
- AIR （2005年） 原画（9話・11話・12話・特別編）
- フルメタル・パニック!The Second Raid （2005年） 原画（9話・13話）
- 涼宮ハルヒの憂鬱 （2006年） 原画（2話・7話・10話・12話）
- Kanon （2006年-2007年） 原画（ED・3話・7話・11話・15話・18話・19話・24話）
- らき☆すた （2007年） 原画（2話・8話・13話・14話・20話・24話）
- CLANNAD （2007年-2008年） 絵コンテ（番外編）、演出（17話・番外編）、演出補佐（8話・12話）、原画（OP・5話・8話・番外編）
- CLANNAD 〜AFTER STORY〜 （2008年-2009年） 絵コンテ/演出（3話・10話・16話・22話）、原画（OP・22話）
- 涼宮ハルヒの憂鬱（2009年版） （2009年） 絵コンテ/演出（20話）、原画（20話・26話）
- 日常 （2011年） 絵コンテ/演出（5話・17話）、原画（ED）
- 氷菓 （2012年）  絵コンテ/演出（9話・14話）
- 中二病でも恋がしたい！ （2012年） 絵コンテ/演出（ED）、原画（2話）
- Free! （2013年） 絵コンテ/演出（7話）、原画（ED）
- 境界の彼方 （2013年） 絵コンテ/演出（5話）、原画（ED）
- 中二病でも恋がしたい!戀 （2014年） 絵コンテ（ED・5話）、演出（ED）
- Free!-Eternal Summer- （2014年） 絵コンテ/演出（12話）、演出補佐（OP・ED）
- 響け!ユーフォニアム （2015年） シリーズ演出、絵コンテ（ED・1話・4話・13話）、演出（ED・1話）
- 無彩限のファントム・ワールド（2016年） 絵コンテ（6話）
- 響け!ユーフォニアム2（2016年） シリーズ演出、絵コンテ（12話・13話）、演出（13話）
- 小林さんちのメイドラゴン （2017年） 絵コンテ/演出（8話）
- ヴァイオレット・エヴァーガーデン（2018年）絵コンテ（5話）
- ツルネ -風舞高校弓道部-（2018年）絵コンテ（6話）、演出（6話）
- アン・シャーリー（2025年）- 絵コンテ・演出（OP・ED）

### OVA
- MUNTO 時の壁を越えて （2005年）動画
- フルメタル・パニック! The Second Raid 特別版OVA （2006年）原画
- らき☆すたOVA （2008年）演出

### 映画
- 涼宮ハルヒの消失 （2010年）演出、原画
- 劇場版 響け!ユーフォニアム〜北宇治高校吹奏楽部へようこそ〜（2016年） シリーズ演出
- 劇場版 響け!ユーフォニアム〜届けたいメロディ〜（2017年） シリーズ演出
- 劇場版 響け!ユーフォニアム〜誓いのフィナーレ〜（2019年） チーフ演出・原画

### その他
- 京アニBON VOL.25表紙イラスト （2009年）
- 京都アニメーションCM「メガネ編」(2012年）原画
- 京都アニメーションCM「行きたくなるお店編」（2012年）原画

## 受賞歴

### 国内
| 賞・映画祭           | 年・回 | 部門                             | 結果 |
| -------------------- | ------ | -------------------------------- | ---- |
| 日本アカデミー賞     | 第35回 | 優秀アニメーション作品賞         | 受賞 |
| 日本アカデミー賞     | 第40回 | 優秀アニメーション作品賞         | 受賞 |
| 毎日映画コンクール   | 第73回 | 大藤信郎賞                       | 受賞 |
| 日本映画批評家大賞   | 第26回 | アニメーション部門 作品賞        | 受賞 |
| 文化庁メディア芸術祭 | 第18回 | アニメーション部門 新人賞        | 受賞 |
| 文化庁メディア芸術祭 | 第20回 | アニメーション部門 優秀賞        | 受賞 |
| 東京アニメアワード   | 2017年 | アニメーション・オブ・ザ・イヤー | 受賞 |
| 東京アニメアワード   | 2010年 | テレビ部門 優秀作品賞            | 受賞 |
| 東京アニメアワード   | 2011年 | テレビ部門 優秀作品賞            | 受賞 |
| アニメーション神戸   | 第15回 | テレビ部門 作品賞                | 受賞 |
| アニメーション神戸   | 第17回 | 劇場部門 作品賞                  | 受賞 |

### 海外
| 賞・映画祭                       | 年・回 | 部門                                                  | 結果       |
| -------------------------------- | ------ | ----------------------------------------------------- | ---------- |
| アヌシー国際アニメーション映画祭 | 2017年 | 長編コンペティション部門                              | ノミネート |
| シッチェス・カタロニア国際映画祭 | 第50回 | アニメーション部門 最優秀長編作品賞                   | ノミネート |
| アジア太平洋映画賞               | 2017年 | 最優秀アニメーション映画賞                            | ノミネート |
| サテライト賞                     | 第23回 | アニメーション・ミックスメディア部門 作品賞           | ノミネート |
| 上海国際映画祭                   | 第26回 | コンペティション部門金爵賞 最優秀アニメーション作品賞 | 受賞       |

## 著作
- 高野文子、山田尚子『わたしたちが描いたアニメーション「平家物語」』河出書房新社、2022年3月10日。ISBN 978-4309291871。

## メディア出演

### テレビ
- 情熱大陸 Vol.1321「アニメーション監督 山田尚子」（2024年10月6日、MBS/TBS系列局）[65][66]